# DV Giochi
dV Giochi (anciennement daVinci Games) est un éditeur italien de jeux créé en 2001 par 9 personnes initialement impliquées dans le magazine de jeux italien GiocAreA.

## Quelques jeux édités par dV Giochi
- Bang!, 2002, Emiliano Sciarra
- Lupus in Tabula, 2002, Domenico Di Giorgio
- Deckscape, 2017, Martino Chiacchiera et Silvano Sorrentino
- Decktective, 2019, Martino Chiacchiera et Silvano Sorrentino
- Origami, 2017, Christian Giove
- Origami Leggende, 2019, Christian Giove